# Yuri Cheban
Yuri Cheban –en ucraniano, Юрій Чебан– (Odesa, 5 de julio de 1986) es un deportista ucraniano que compitió en piragüismo en la modalidad de aguas tranquilas.
Participó en cuatro Juegos Olímpicos de Verano, entre las ediciones de los años 2004 y 2016, obteniendo en total tres medallas, oro en Londres 2012 y Río de Janeiro 2016, y bronce en Pekín 2008.
Ganó 6 medallas en el Campeonato Mundial de Piragüismo entre los años 2006 y 2014, y 5 medallas en el Campeonato Europeo de Piragüismo entre los años 2006 y 2011.

## Palmarés internacional
| Juegos Olímpicos   | Juegos Olímpicos         | Juegos Olímpicos  | Juegos Olímpicos |
| Año                | Lugar                    | Medalla           | Competición      |
| ------------------ | ------------------------ | ----------------- | ---------------- |
| 2008               | Pekín (China)            | Medalla de bronce | C1 500 m         |
| 2012               | Londres (Reino Unido)    | Medalla de oro    | C1 200 m         |
| 2016               | Río de Janeiro (Brasil)  | Medalla de oro    | C1 200 m         |
| Campeonato Mundial |                          |                   |                  |
| Año                | Lugar                    | Medalla           | Competición      |
| 2006               | Szeged (Hungría)         | Medalla de plata  | C1 500 m         |
| 2007               | Duisburgo (Alemania)     | Medalla de oro    | C1 200 m         |
| 2010               | Poznań (Polonia)         | Medalla de plata  | C1 4 × 200 m     |
| 2010               | Poznań (Polonia)         | Medalla de bronce | C1 200 m         |
| 2014               | Moscú (Rusia)            | Medalla de oro    | C1 200 m         |
| 2014               | Moscú (Rusia)            | Medalla de plata  | C1 4 × 200 m     |
| Campeonato Europeo |                          |                   |                  |
| Año                | Lugar                    | Medalla           | Competición      |
| 2006               | Račice (República Checa) | Medalla de bronce | C1 500 m         |
| 2007               | Pontevedra (España)      | Medalla de bronce | C1 200 m         |
| 2008               | Milán (Italia)           | Medalla de bronce | C1 500 m         |
| 2010               | Corvera (España)         | Medalla de plata  | C1 200 m         |
| 2011               | Belgrado (Serbia)        | Medalla de bronce | C1 200 m         |